# Swing Out Sister
Swing Out Sister är en brittisk sophistipop-grupp bildad 1985 av Andy Connell (keyboards, före detta A Certain Ratio) och Martin Jackson (trummor, före detta Magazine). Corinne Drewery (sång) anlitades till gruppens första singel Blue Mood som gick ganska obemärkt förbi, men 1986 fick gruppen en topp 10-hit i Storbritannien och Japan med låten Breakout. De gav ut sitt debutalbum It's Better to Travel året därpå och har haft framgångar med en rad singlar och album i Storbritannien, Japan och USA.

## Diskografi
- 1987: It's Better to Travel
- 1989: Kaleidoscope World
- 1992: Get in Touch with Yourself
- 1994: The Living Return
- 1997: Shapes and Patterns
- 1999: Filth and Dreams
- 2001: Somewhere Deep in the Night
- 2004: Where Our Love Grows
- 2008: Beautiful Mess
- 2015: Rushes

## Källa
- Swing Out Sister Allmusic.com